# Universidad de Hartford
La Universidad de Hartford (University of Hartford, UHart) es una universidad privada situada en West Hartford (Connecticut). Su campus principal se extiende por el término municipal de Hartford y llega hasta la vecina Bloomfield. La universidad atrae a estudiantes de 48 estados y 43 países y cuenta con programas de estudio acreditados por la EAC/ABET, la AACSB y la NEASC-CIHE).

## Historia
La Universidad de Hartford fue creada a través de la unión en 1957 de tres centros anteriores: la Hartford Art School, el Hillyer College y la Hartt School. La Hartford Art School fue fundada en 1877 por un grupo de mujeres, entres las que se encontraban Harriet Beecher Stowe o la esposa de Mark Twain, Olivia Langdon Clemens. Su ubicación original fue el Wadsworth Atheneum, primer museo de arte público de Estados Unidos. El Hillyer College fue creado como parte de la YMCA en Hartford en 1879. A principios del siglo XX proporcionaba formación sobre tecnología del automóvil ante la incipiente industria del automóvil en Estados Unidos. En 1947, fue formalmente separado de la YMCA y se unió a la red universitaria G.I. Bill. Por último, el Hartt School fue fundado en 1920 por Julius Hartt y Moshe Paranov. 
Aunque es una institución privada, la universidad cuenta con dos escuelas magnet (becadas) para ayudar a estudiantes de Hartford y sus alrededores. Una escuela es para los grados K-5 y superiores y la otra llega a los grados 9-12.
Su presidente es Walter Harrison.

## Alumnado
La Universidad de Hartford tiene más de 6.000 estudiantes, sumando los que asisten a tiempo completo o a tiempo parcial, sean de grado o posgrado. La universidad ofrece 82 programas de grado, 10 grados asociados, 28 programas de posgrado y 7 cursos de certificación o diploma. En el curso 2019-2020 puso en marcha un último programa de grado en Enfermería. La proporción de estudiantes-profesorado es casi un 14:1. Los departamentos en cada una de las siete escuelas se enumeran a continuación.
- Barney School of Business
  - Department of Accounting & Taxation
  - Department of Economics, Finance & Insurance
  - Department of Management & Marketing
  - Business Application Center
  - R.C. Knox Center for Insurance Studies
- College of Arts and Sciences
  - Program of African American Studies
  - Department of Art History
  - Department of Biology
  - Department of Chemistry
  - Department of Cinema
  - School of Communication
  - Department of Computer Science
  - Program of Drama
  - Departamento de Inglés
  - Departamento de Historia
  - Departamento de Matemáticas
  - Departamento de Lenguas Modernas y Culturas
  - Centro Maurice Greenberg para Estudios Judíos
  - Departamento de Filosofía
  - Departamento de Física
  - Departamento of Politics and Government
  - Departamento of Psychology / Graduate Institute of Professional Psychology
  - Departamento of Rhetoric and Professional Writing
  - Departamento of Sociology & Criminal Justice Program
- College of Engineering, Technology, and Architecture
  - Department of Electrical and Computer Engineering
  - Department of Civil, Environmental, and Biomedical Engineering
  - Department of Mechanical Engineering
  - Department of Architecture
- Hartford Art School
  - Department of Ceramics
  - Department of Illustration
  - Department of Painting/Drawing
  - Department of Photography
  - Department of Printmaking
  - Department of Sculpture
  - Department of Media Arts
  - Department of Visual Communication Design
- College of Education, Nursing and Health Professions
  - Department of Education and Human Services
  - Department of Educational Leadership
  - Department of Nursing
  - Department of Health Professions
  - Department of Physical Therapy
- The Hartt School
  - Instrumental Studies Division
  - Vocal Studies Division
  - Dance Division
  - Theatre Division (Actor Training & Music Theatre)
  - Music Education Division
  - Academic & Contemporary Studies Division
  - Jackie McLean Institute of Jazz
  - Community Division
- Hillyer College/College of Basic Studies
  - American studies
  - Business studies
  - Education studies
  - Environmental studies
  - Global studies
  - Science and health science studies
  - Liberal Studies

## Campus

### Village Lawn
Situado en un barrio residencial de apartamentos, Village Lawn alberga jóvenes estudiantes. 

### Centro Gengras

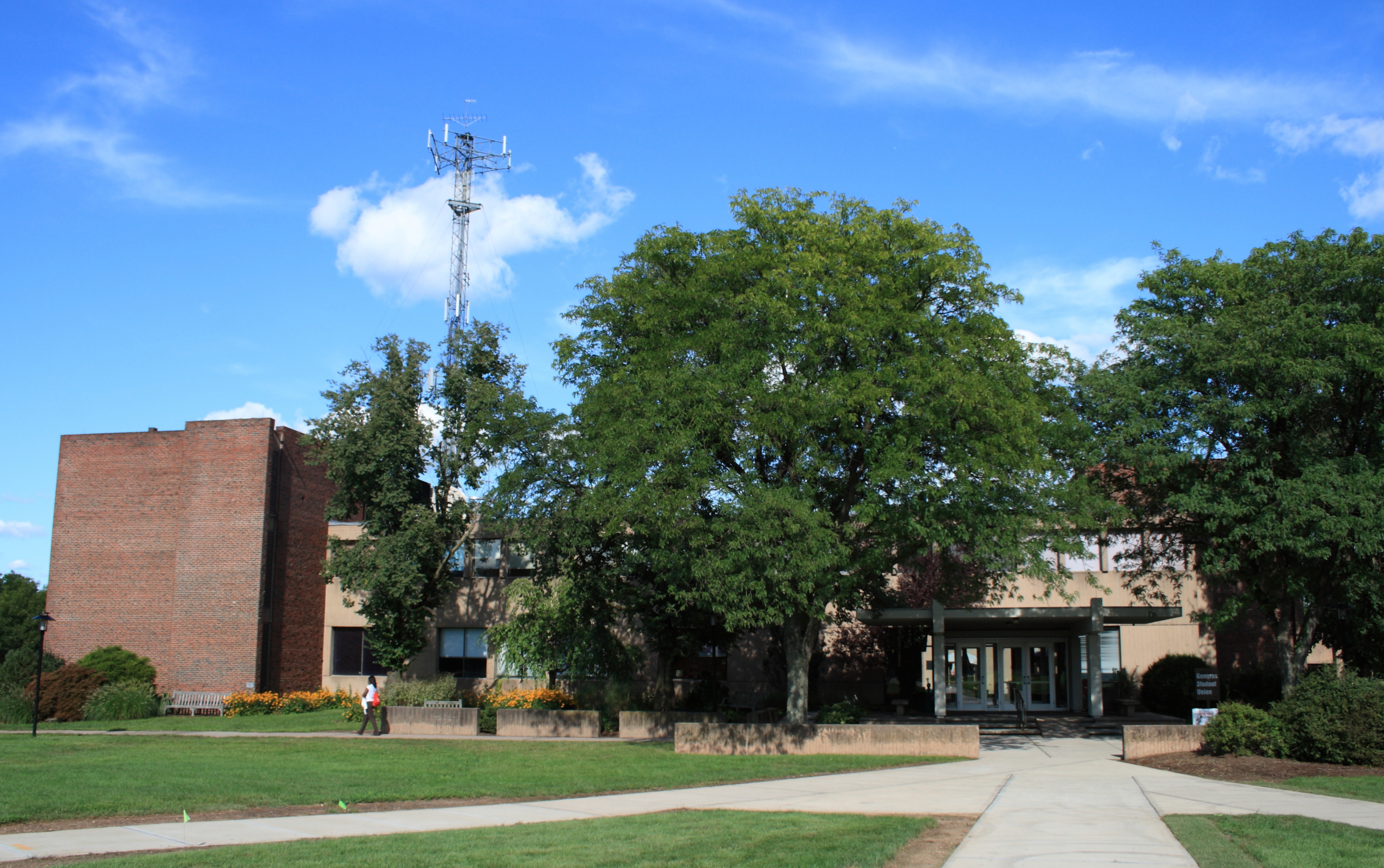
Gengras Student Union

Este centro alberga el gobierno estudiantil, la oficina de correos, las distintas asociaciones de estudiantes, el periódico The Informer y el Canal de televisión Student Television Network (STN); además de una cafetería, una tienda de recuerdos y el comedor Gengras, reformado en 2017.

### Centro Harry Jack Gray
Situado en el centro del campus, el Centro Harry Jack Gray alberga la llamada Casa Mortensen y la Biblioteca Memorial Allen. an. El museo fue cerrado en 2003 y su espacio ahora acoge al Departamento de Arquitectura.

### Auditorio Alfred C. Fuller
El principal Hartt Complejo de la Escuela, el Centro se compone de Millard Auditorio, Paranov Hall, y O'Connell Hall, una historia de extensión de Paronov Hall. Originalmente, Abrahms Hall fue incluido en el más completo Complejo. Una renovación de Millard Auditorio fue completado en 2017.

### Beatriz Fox Auerbach Hall
Bautizado con el nombre de la empresaria Beatriz Fox Auerbach, es uno de los mayores edificios académicos del campus y acoge la Escuela de Negocios Barney. Durante el curso 2018-2019, Auerbach Hall fue objeto de una importante renovación, que permitió aumentar la superficie de la Escuela Barney hasta los 10.000 pies cuadrados, dotándola de nuevas aulas y de una sala de operaciones.

### Hillyer Hall
Construido en 1962, Hillyer Hall fue el primer edificio de aulas en el campus.

### Centro de Artes Escénicas Mort e Irma Handel

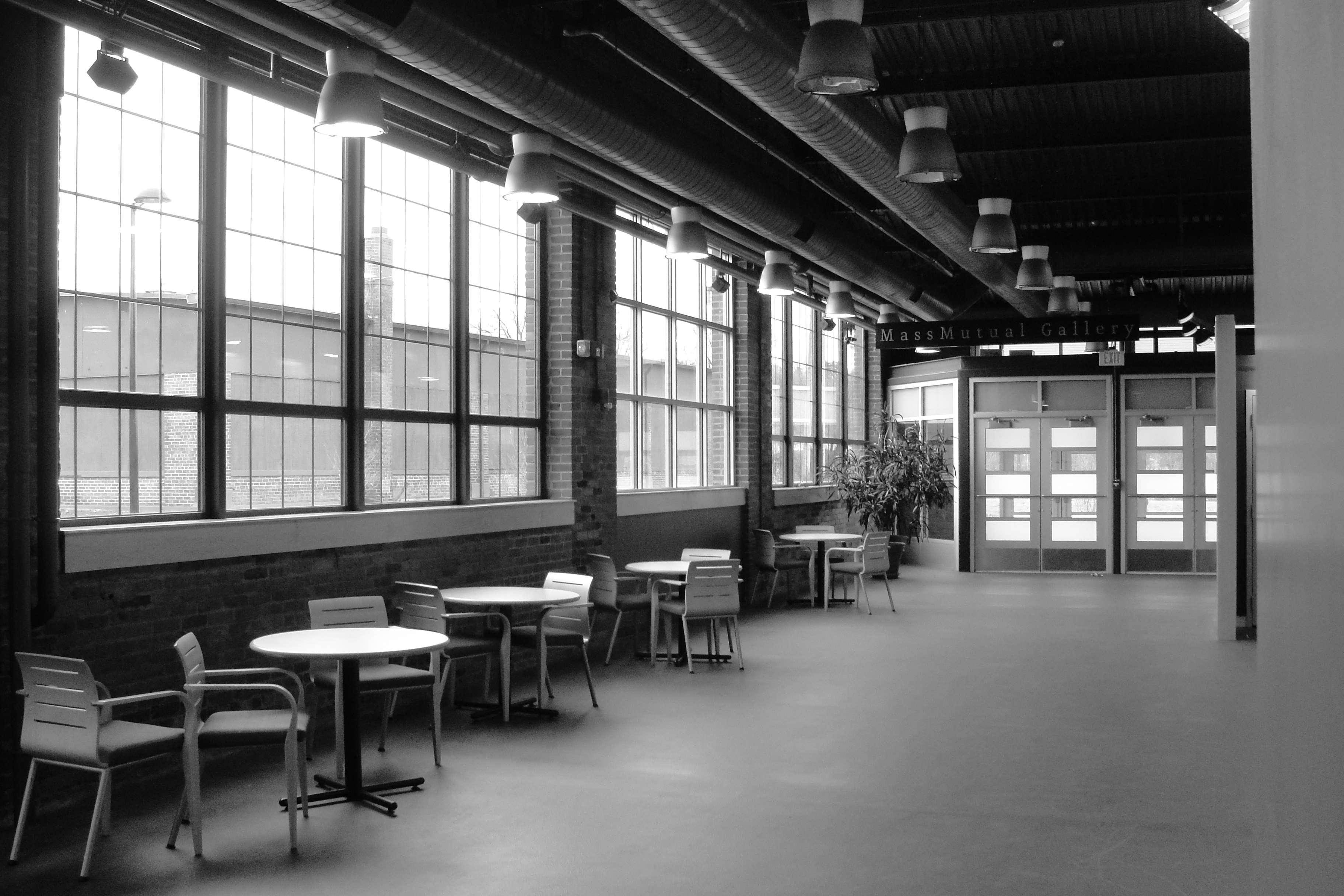
Mort e Irma Handel Centro de Artes Escénicas

Inaugurado en 2008, el Centro de Artes Escénicas Mort e Irma Handel es una instalación de 5100 metros cuadrados (55.000 pies cuadrados), donde reciben instrucción los estudiantes universitarios y los de la División Comunitaria que estudian Teatro, Teatro Musical y Danza en la Escuela Hartt. Contiene cinco estudios de danza, cuatro estudios de ensayo de teatro, tres estudios vocales y dos teatros de caja negra, así como oficinas para profesores, una sala comunitaria y una cafetería. [24] La instalación está ubicada en Westbourne Parkway, en Hartford, en el antiguo solar del concesionario Thomas Cadillac. El edificio lleva el nombre de Morton E. Handel y su esposa Irma.

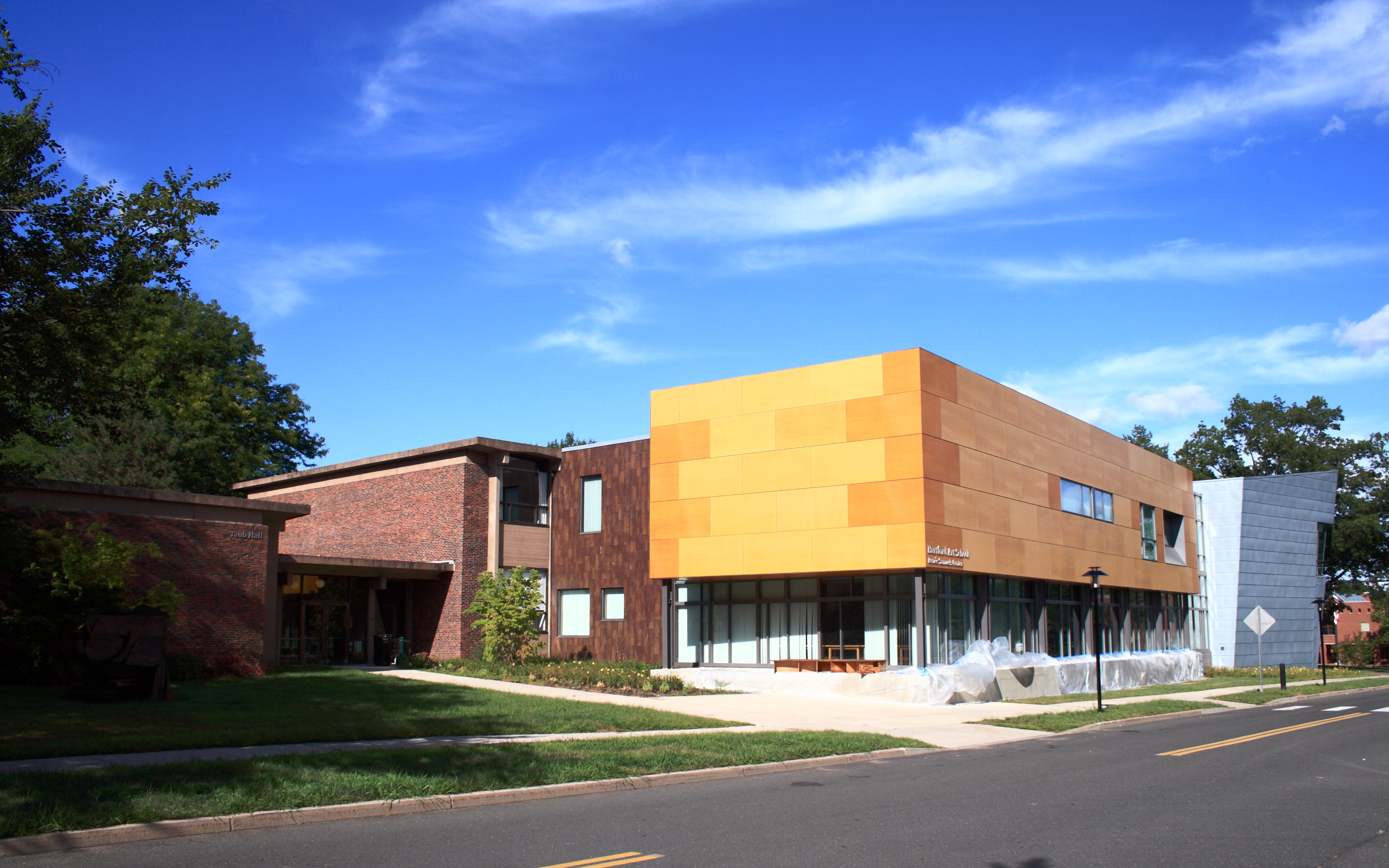
Hartford Art School de Artes Visuales.

### Residencias Universitarias
Hay varios alojamientos en el campus. 
- Seis residencial de estilo suite completos - de la A a la F - dan acogida a 312 estudiantes. Todos los complejos cuentan con salones de estudio, lavandería y salas de actividades.

- Regents Park consta de suite de estilo de vida independiente para los estudiantes de segundo y tercer año. Es un gran edificio de cuatro alas de suites normalmente equipado con una sala de estar y parcial de la cocina. Tiene el norte, el sur, el este y el ala oeste.

- Apartamentos, que consta de siete quads (cuatro agrupaciones de apartamentos formando un área rectangular), son un independiente-salón-zona de apartamentos para estudiantes de los últimos años. Cada apartamento tiene una cocina y pueden alojar de dos a seis estudiantes.

- Parque River Apartments ofrece apartamentos de estilo de vida independiente de terceros o de los estudiantes de cuarto año. Cada unidad es un completo apartamento se completa con un tamaño completo cuarto de baño y una cocina (con nevera de tamaño completo, lavavajillas, fregadero y armarios).

- Hawk Hall casas de 204 estudiantes de primer año y ocho residentes asistentes. Hawk Sala de características Residenciales de Comunidades de Aprendizaje (RLC), agrupados por alas en cada uno de los pisos. Algunos RLC temas (pasado y presente) incluir a las Mujeres en la Ciencia, la Ingeniería y la Tecnología (WISET), de Bienestar, de Liderazgo, de Destinos, de la Conciencia Ambiental, el Adulto que Viaje, Honores: Hacer una Diferencia en El Mundo, de Servicio a la Comunidad, y Hawk Espíritu. Los cinco pisos de la residencia cuenta con salones con ventanales de piso a techo ventanas. El primer piso incluye una amplia sala de estar con TV de pantalla plana, dos aulas INTELIGENTES, y una cocina.

Situado a 2 millas (3 km) al oeste del centro de Hartford, el Centro Hartford para las Mujeres incluye un complejo de alojamientos y habitaciones para estudiantes de doctorado. Contiene, además, una cafetería, un laboratorio de informática y un espacio de estudio.

## Organización y administración

### Gobierno estudiantil
La Asociación de Gobierno Estudiantil (SGA) promueve la concienciación y la participación del alumnado, y representa la voz de los estudiantes en el gobierno de la Universidad. Los representantes de la SGA son: presidente, cinco vicepresidentes, dos estudiantes regentes y siete senadores. Los senadores representan a cada uno de los colegios.

### Lista de presidentes de universidad
1. Vicente B. Ataúd (1959-1967)
2. Archibald M. Woodruff (1967-1977)
3. Esteban Joel Trachtenberg (1977-1998)
4. Humphrey Tonkin (1989-1998)
5. Walter Harrison (1998-2017)
6. Gregory S. Woodward (2017–)

### Asociaciones
| Fraternidades | Fraternidades                                                                                    | Hermandades de mujeres | Hermandades de mujeres                                               |
| --- | ------------------------------------------------------------------------------------------------ | --- | -------------------------------------------------------------------- |
| - Alpha Epsilon Pi - Alpha Sigma Phi - Delta Sigma Phi - Lambda Theta Phi - Phi Mu Alpha - Sigma Alpha Epsilon - Sigma Nu - Theta Chi - Alfa Xi Delta - Delta Gamma - Delta Zeta - Phi Mu | - Phi Mu - Sigma Alpha Iota - Sigma Gamma Rho - Sigma Delta Tau - Sigma Iota Alpha - Sigma Kappa | - Alpha Phi Epsilon - Delta Phi Epsilon - Phi Delta Theta - Phi Sigma Kappa - Pi Lambda Phi - Sigma Alpha Mu - Sigma Phi Epsilon | - Sigma Kappa - Tau Kappa Epsilon - Tau Phi Epsilon - Zeta Tau Alpha |

## Deportes
En baloncesto, la Uhart participa en la NCAA y cuenta con un equipo en la División I de la NCAA como miembro de la America East Conference; en golf tiene equipo masculino y femenino, que participa en el Metro Atlantic Athletic Conference (MAAC). Otros deportes: natación, béisbol, voleibol, cross, fútbol, atletismo de pista y campo;

## Medios de comunicación
La UHart creó en 1968 la WWUH, una estación de radio al servicio de la comunidad universitaria. Cuenta con un equipo de voluntarios graduados de la universidad, así como con miembros de la comunidad. Ha estado activa en directo las 24 horas de todos los días de la semana durante los últimos 30 años. WWUH salió al aire el 15 de julio de 1968, como la primera estación en estéreo del estado. WWUH, también conocida como "UH-FM", ofrece música y programas informativos. La emisora puede seguirse en la web en www.wwuh.org.

### Canal 2 STN
Fundado en 1993 por el entonces estudiante de posgrado Chuck Rey y un grupo de estudiantes interesados, STN se convirtió en un popular canal de televisión. Aunque separado de la Escuela de Comunicación, proporciona prácticas relevantes para los estudiantes que cursan carreras de medios de comunicación. STN inició la emisión del programa "STN Noticias del Canal 2" el 9 de febrero de 1993. En la actualidad, las nuevas emisiones se dan una vez a la semana y, a continuación, se repiten a lo largo de la semana. Además de las noticias semanales de emisiones, STN produce y emite entrevistas o retransmisiones deportivas durante todo el año.

## Alumnado egresado
La universidad cuenta con más de 85.000 antiguos alumnos en todo el mundo. De entre ellos, son conocidos:
- Leo Brouwer, músico
- Kathleen Clark, dramaturgo
- David Cordani, CEO de Cigna
- Steve Davis, trombonista de jazz
- Mark Dion, artista
- Jim Ford, actor y especialista
- A. J. Martillo, el presentador de televisión de el mundo del Espectáculo esta Noche en CNN, personalidad de la radio
- Liane Hansen, de la Radio Nacional Pública de acogida de la Edición de fin de Semana domingo
- Jack Hardy, cantante y compositor
- John Harris, historiador, escritor, expresidente y primer ejecutivo de la Calidad de Vídeo en Tiempo, Inc.
- Seymour Itzkoff, profesor, investigador en inteligencia
- Johnathan Lee Iverson, negro primero maestro de ceremonias de Ringling Bros y Barnum & Bailey Circus
- Jerry Kelly, jugador profesional de golf, PGA Tour
- Erik Mariñelarena, el cineasta[27]
- William J. Murphy, expresidente de la cámara del Estado de Rhode Island
- Pedro Niedmann, compositor
- Chuck Pagano, director de tecnología de ESPN
- Tim Petrovic, jugador profesional de golf, PGA Tour

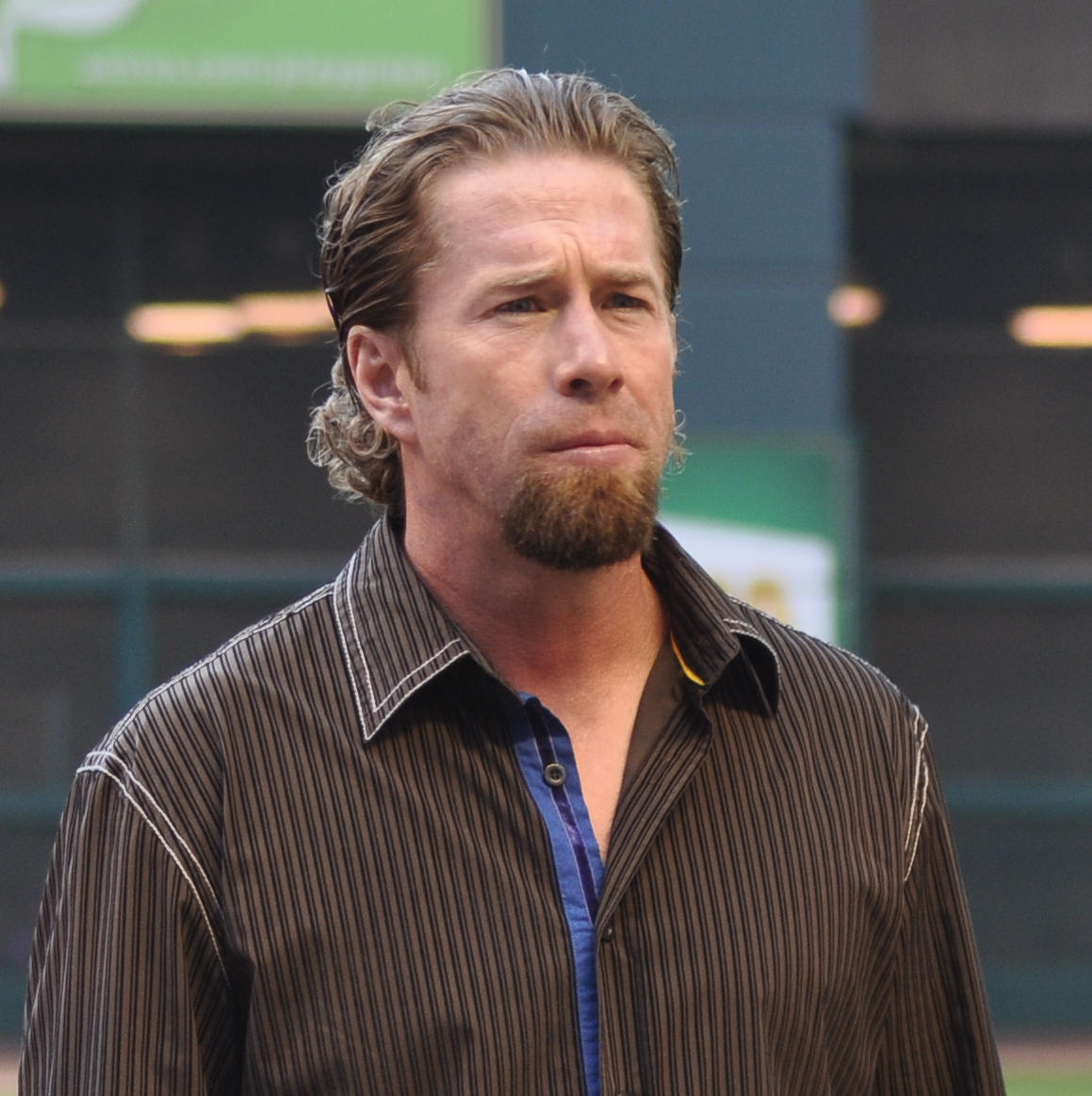
Jeff Bagwell
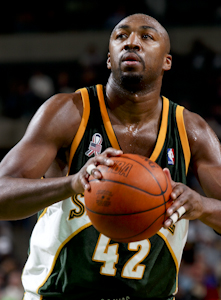
Vin Baker
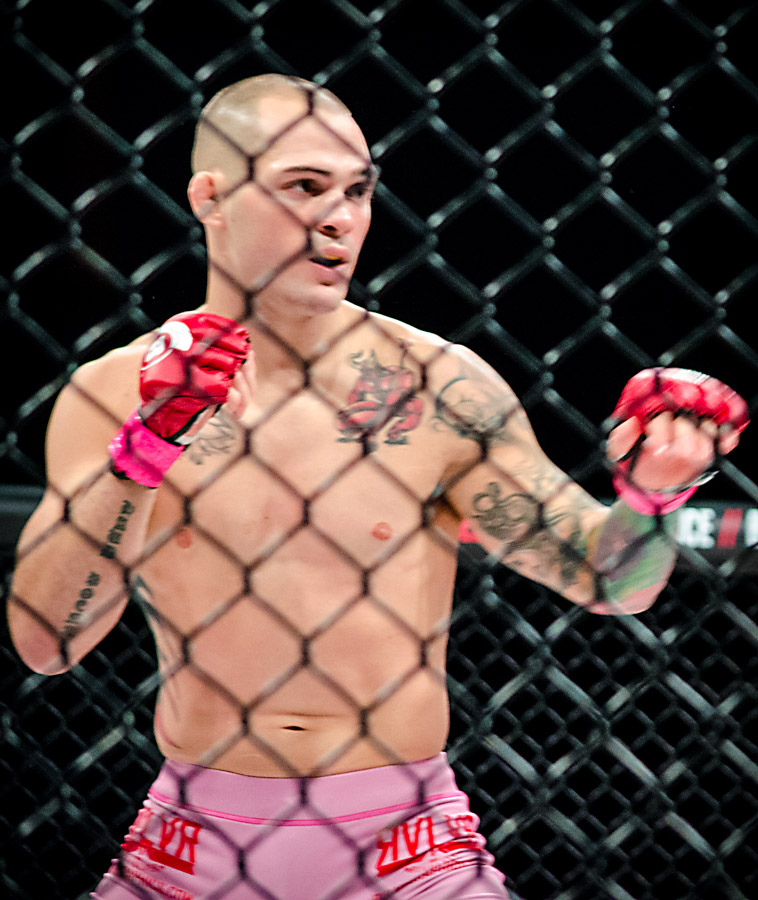
Matt Bessette
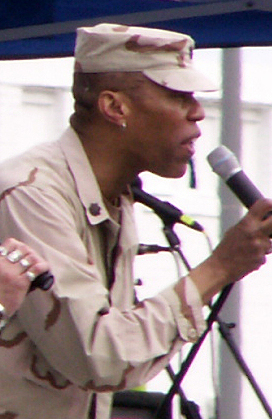
Alex Briley
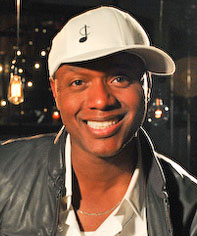
Javier Colon
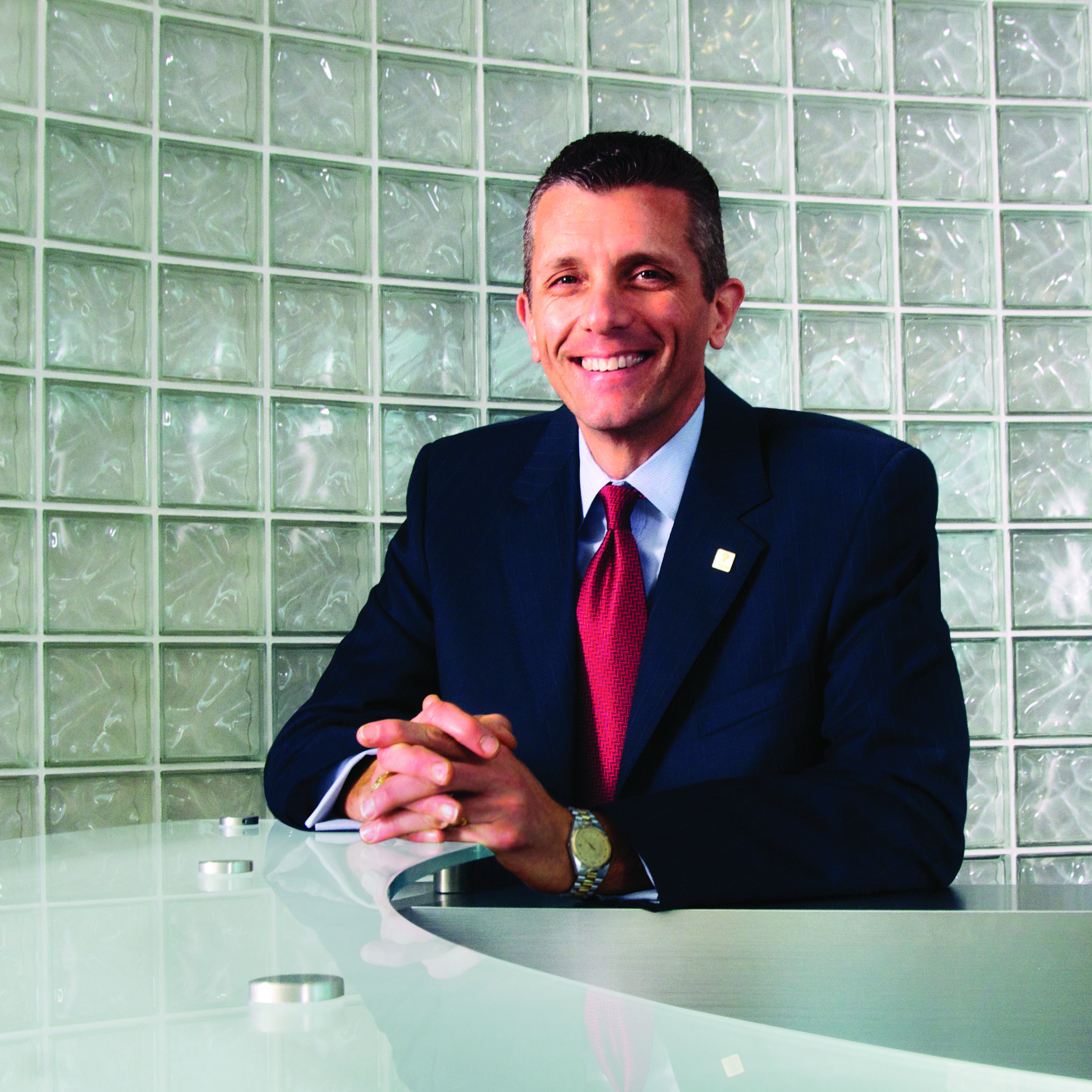
David Cordani
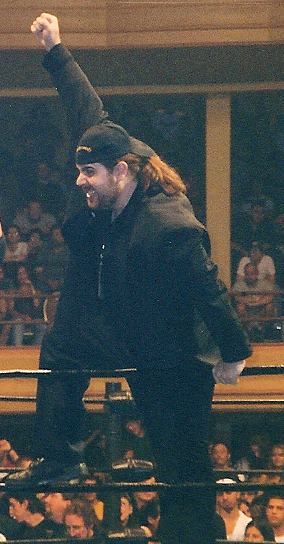
Lou D'Angeli
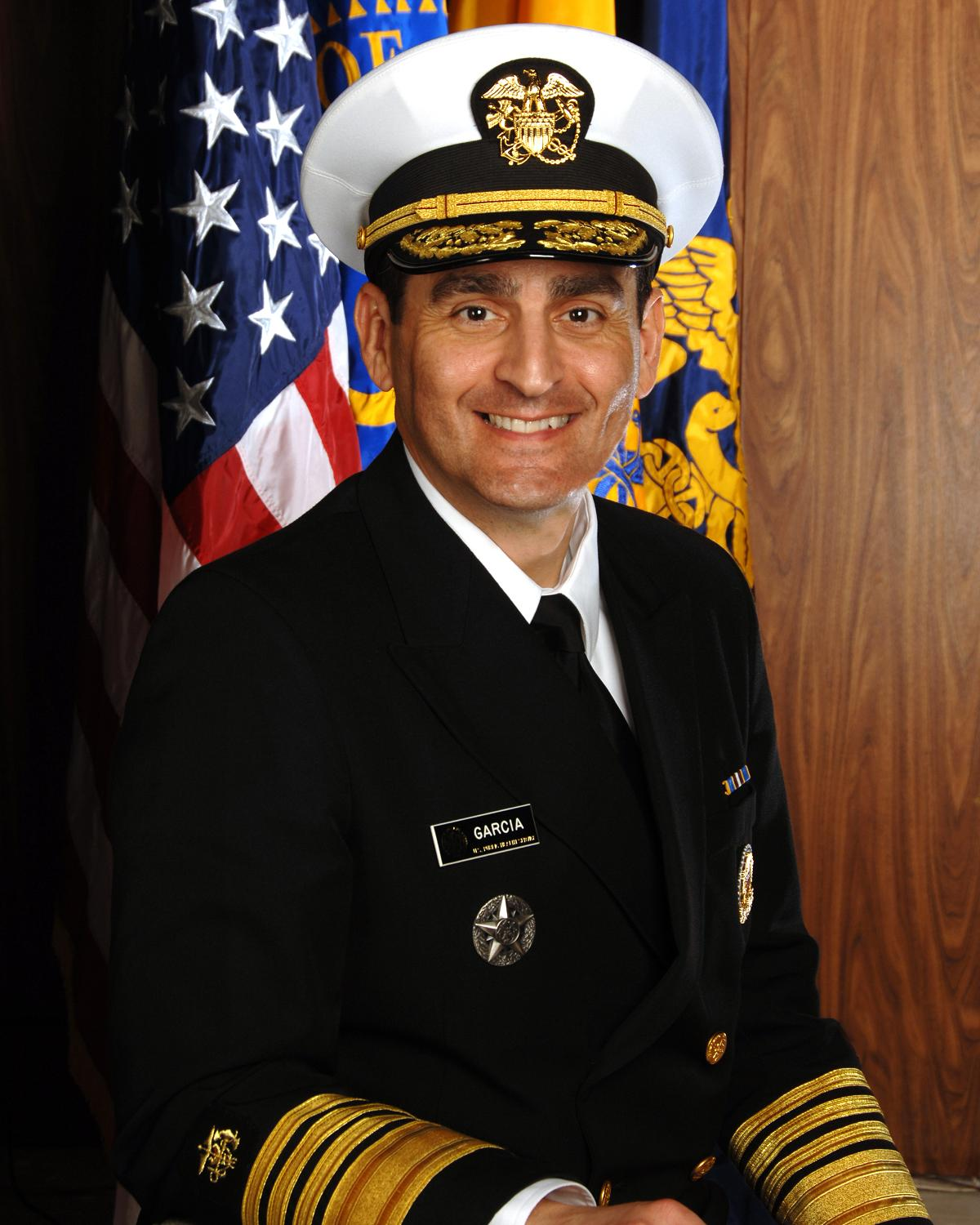
Joxel García
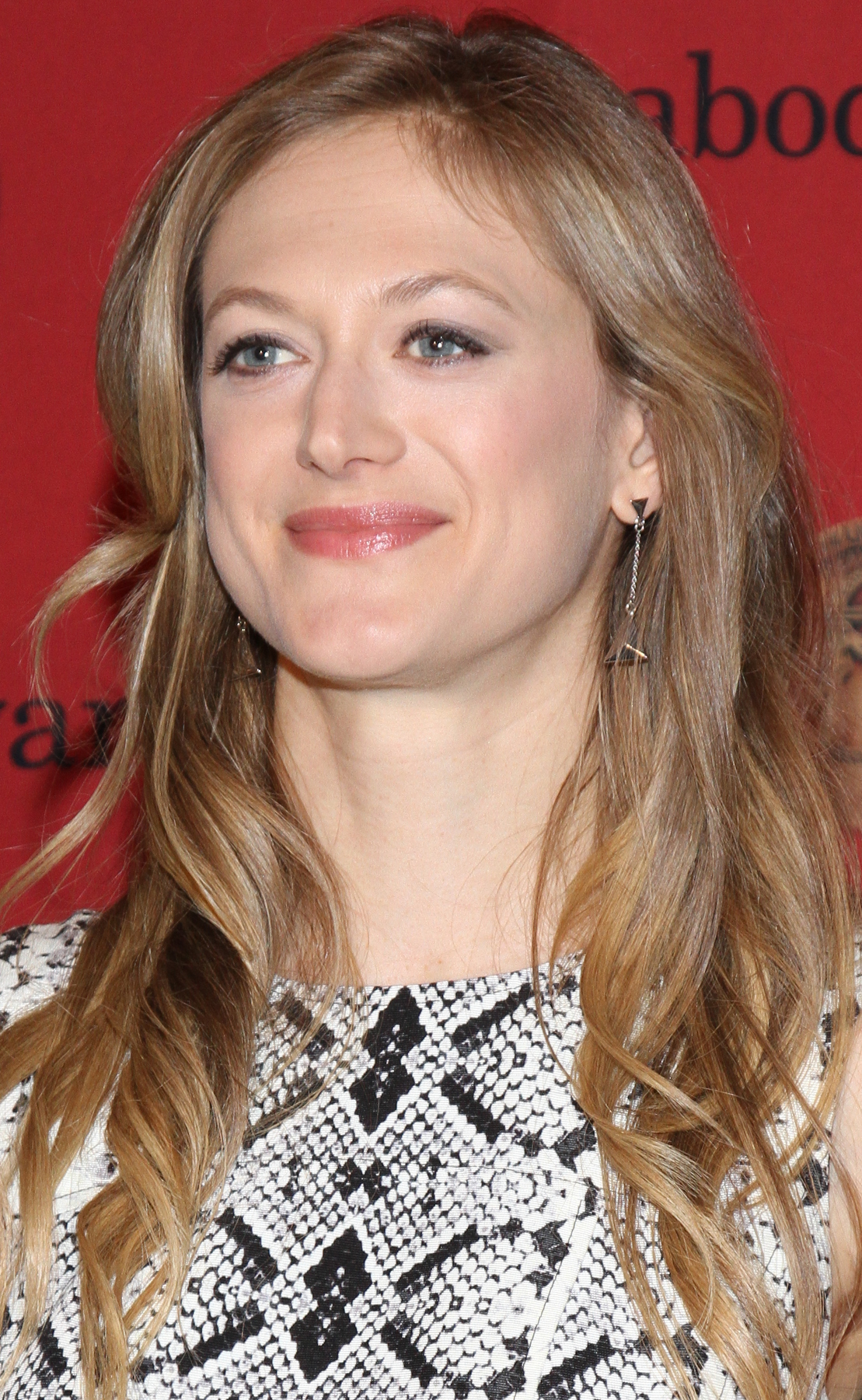
Marin Ireland
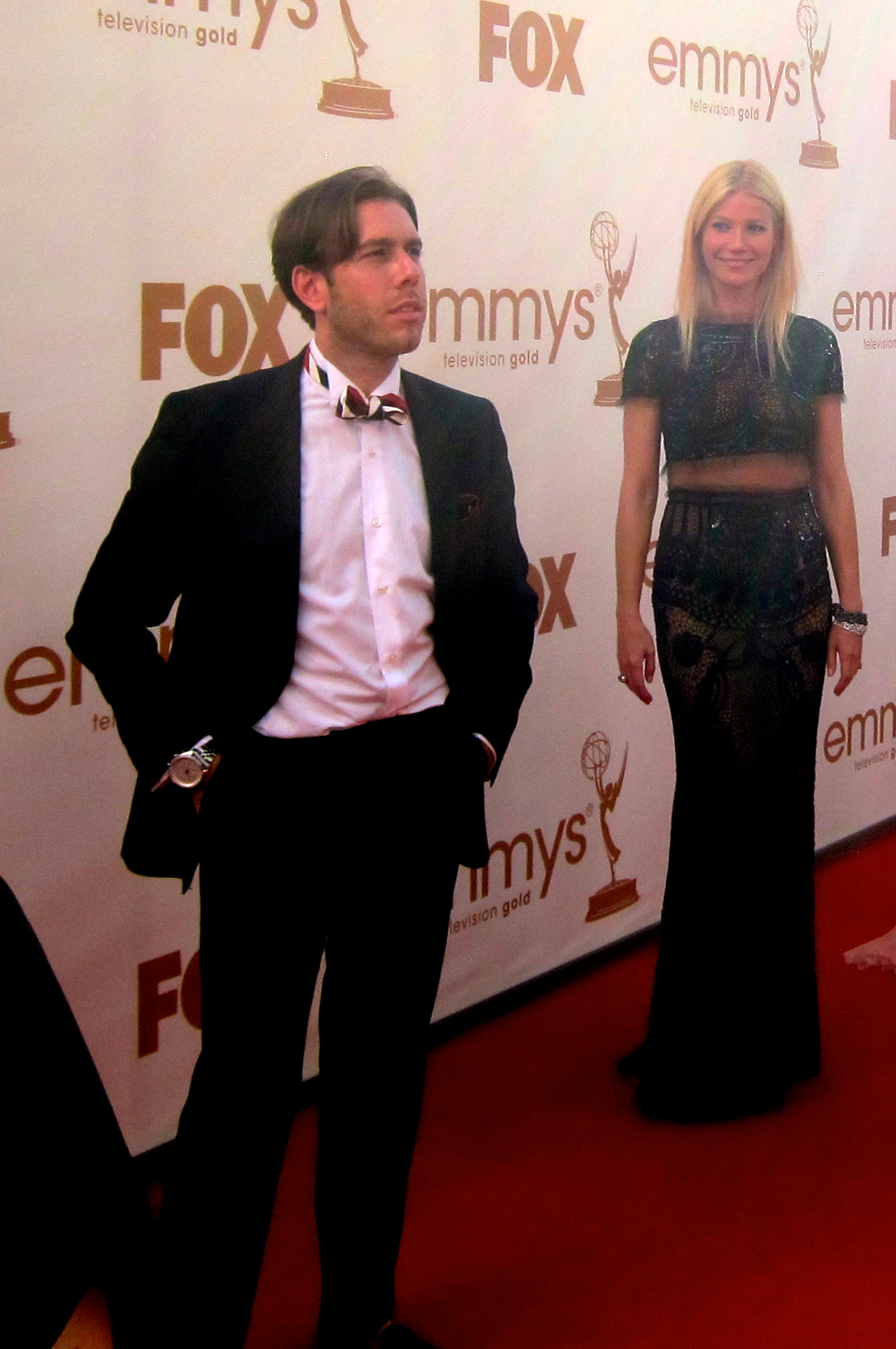
Justin Ross Lee
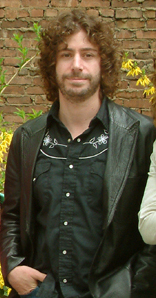
Tony Leone
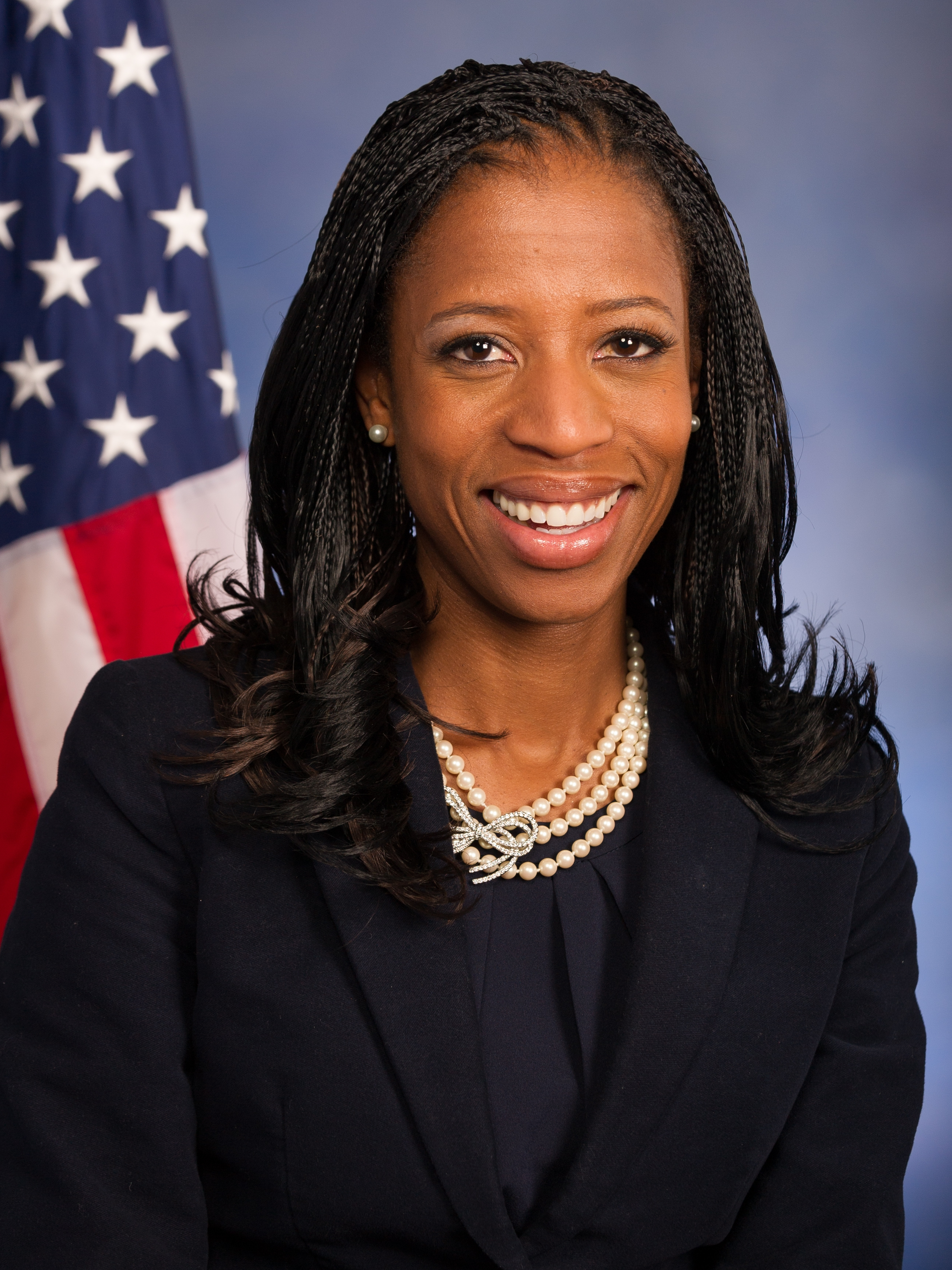
Mia Amor
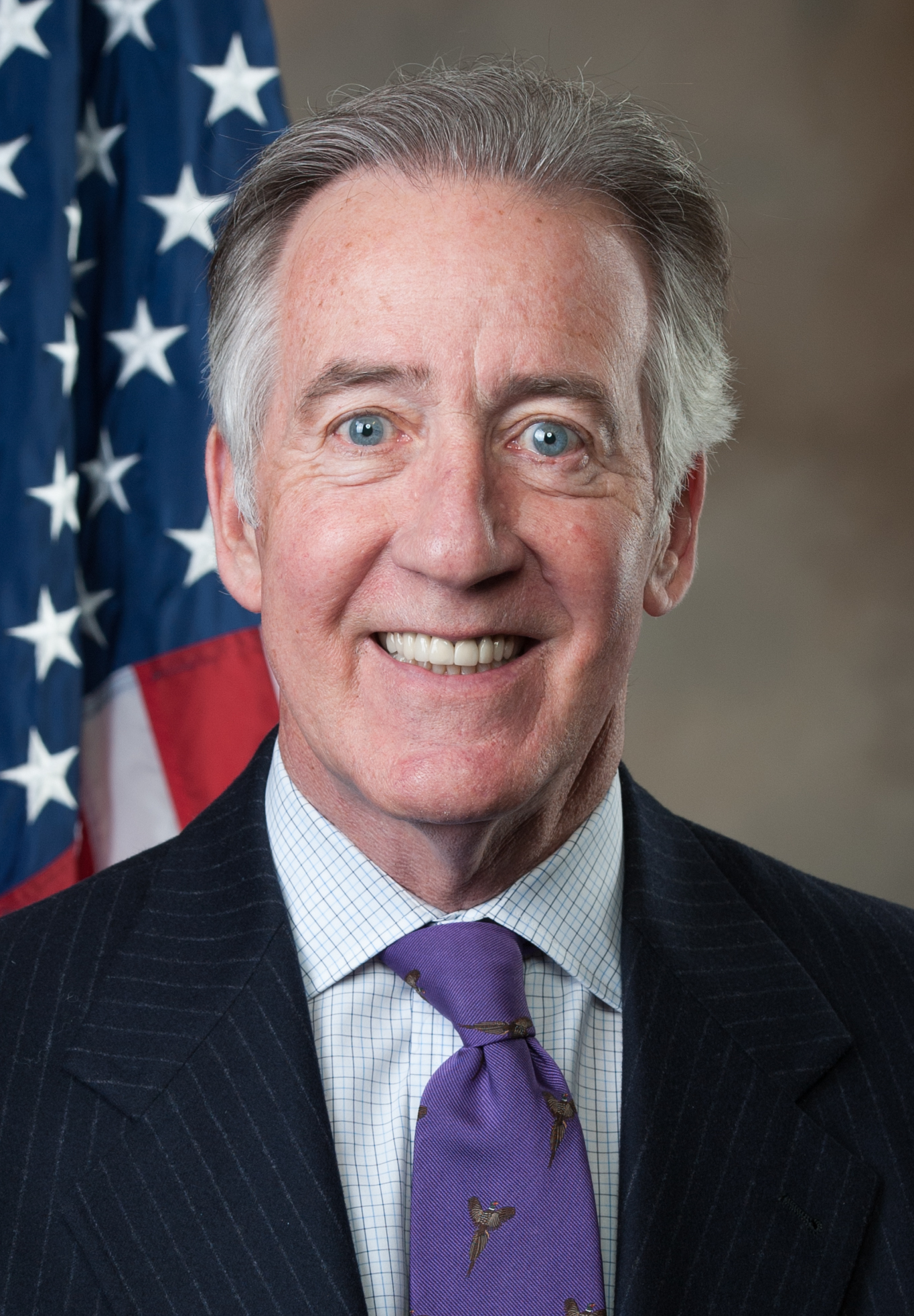
Richard Neal(D-MA)
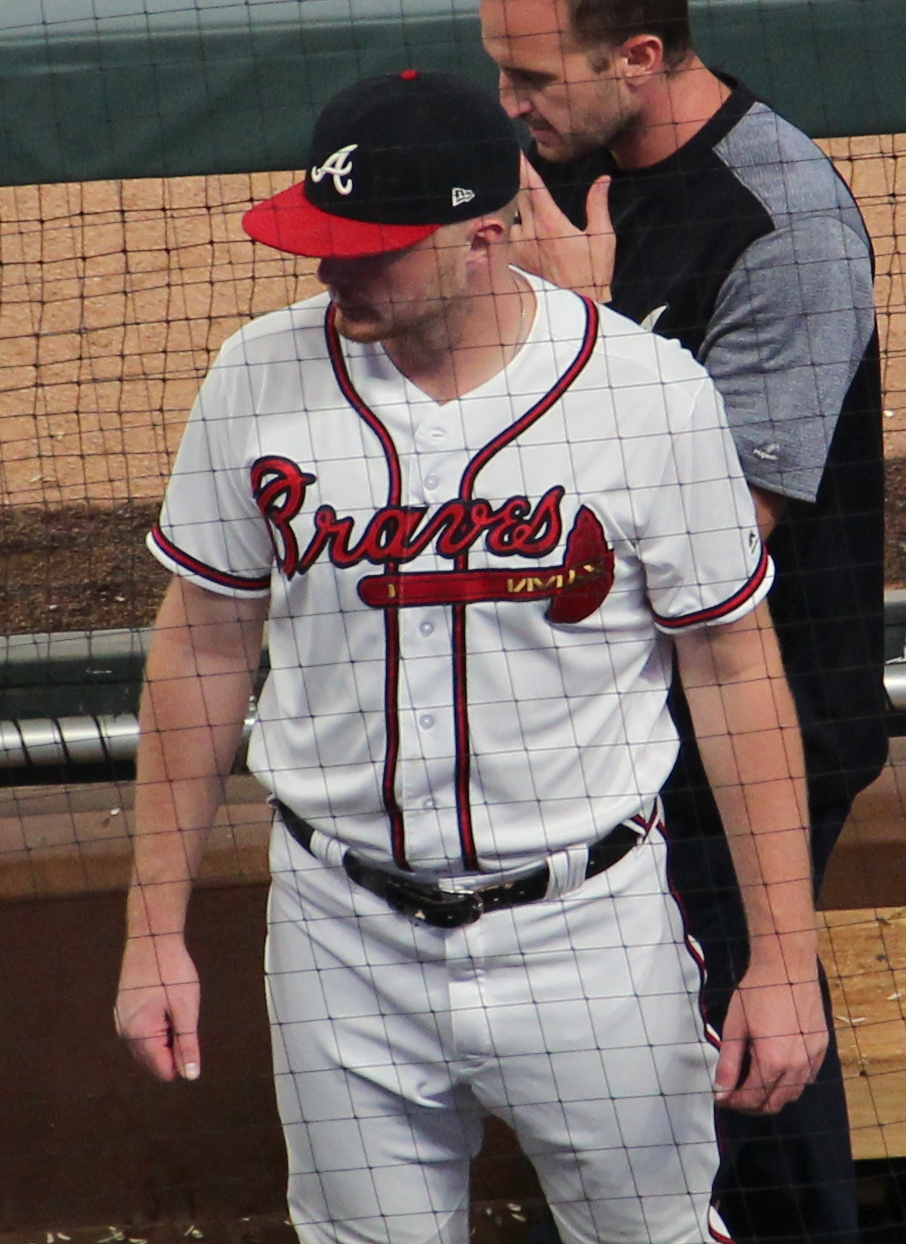
Sean Newcomb
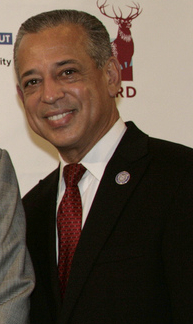
Pedro Segarra
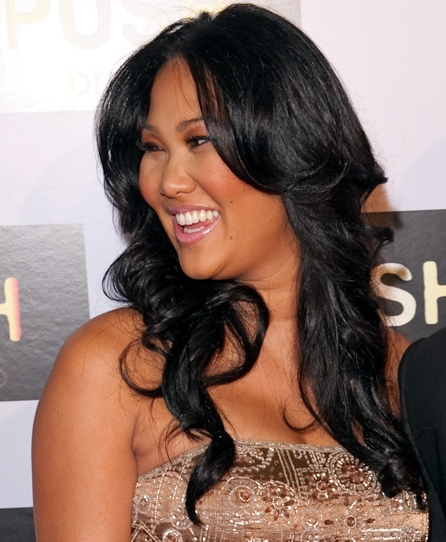
Kimora Lee Simmons
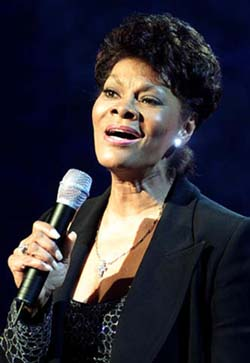
Dionne Warwick